# Minas romanas de Tresminas
As Minas romanas de Tresminas são antigas minas de ouro romanas na freguesia de Tresminas que lhe deu o nome, no município de Vila Pouca de Aguiar.
O sítio arqueológico encontra-se na Serra da Padrela e cobre uma área total de cerca de dois quilómetros quadrados. A extração da maior parte da rocha, que também continha prata e chumbo, foi feita a céu aberto. As minas ficaram inalteradas desde o fim da mineração, no tempo do imperador Sétimo Severo e são por isso um importante testemunho arqueológico para o estudo da tecnologia de mineração romana, o que lhes valeu a classificação como Imóvel de Interesse Público desde 1997. Em 2024 foram reclassificadas como Monumento Nacional.

## História
A exploração das minas aparentemente começou logo após a conquista por Augusto, que também tinha como objetivo obter o controlo das jazigas de ouro do Noroeste da Península Ibérica e foi intensamente explorada até por volta de 193-211 d.C.
Não há informações confiáveis sobre a quantidade de ouro extraída, mas segundo uma estimativa feita por Wahl, calcula-se um volume da ordem de 15 a 20 milhões de toneladas de rocha e minério extraídos apenas das grandes cortas de Tresminas, efetuada ao longo de 150 anos e uma produção em ouro de cerca de 15 000 a 20 000 kg. O que dá uma produção anual de cerca de 100 a 130 kg de ouro, para além de uma considerável produção de prata (numa proporção de 1/10 no contexto do minério bruto).

## Descrição
A exploração foi feita a céu aberto, através de três trincheiras (ou cortas), com a configuração de desfiladeiro. Os três locais de extração são: 
- Corta de Covas, com um comprimento de 430 m e uma profundidade aproximativa, devido à erosão, de 60 m.

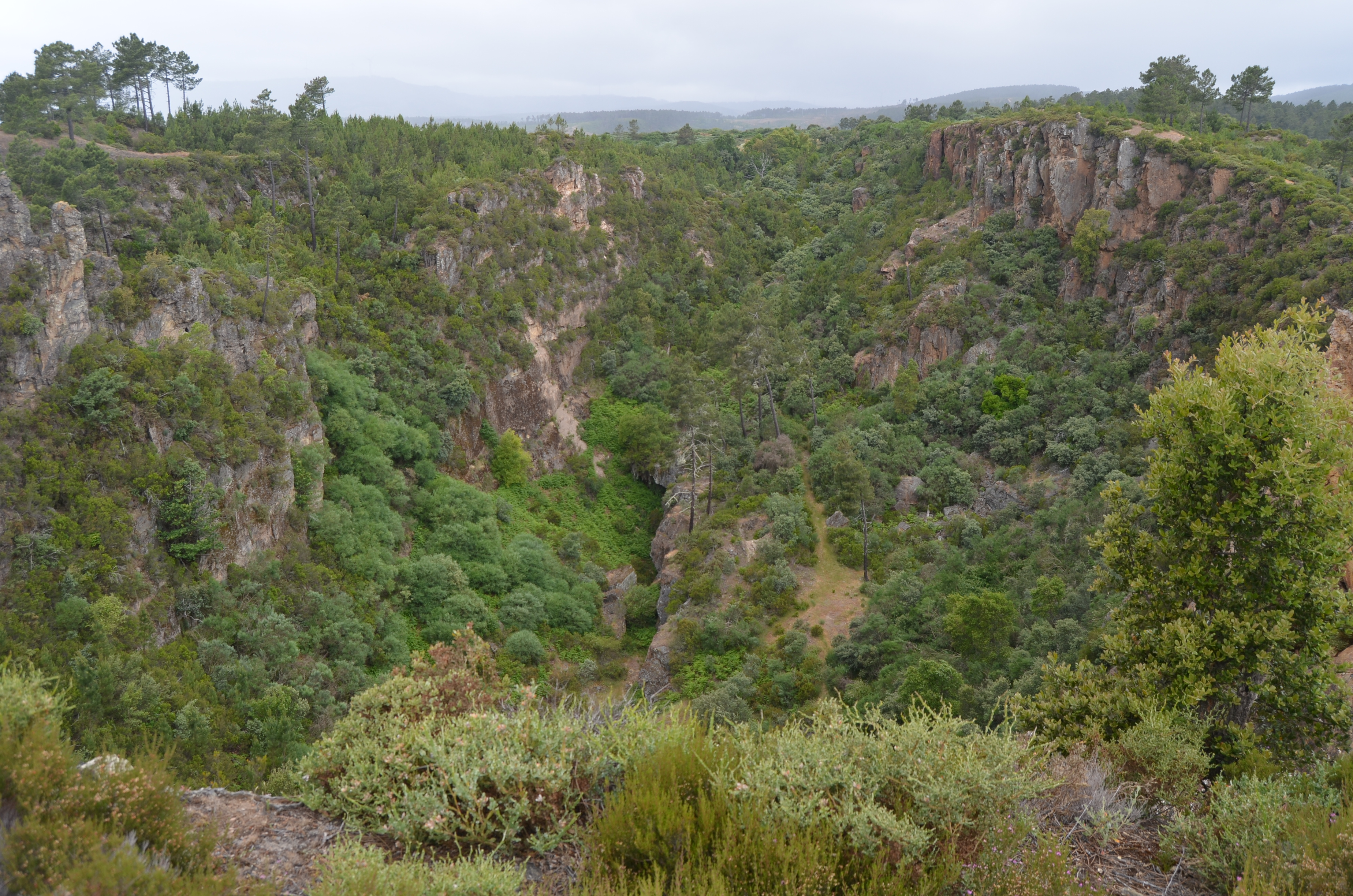
Corta de Covas

- Corta da Ribeirinha, com um comprimento de cerca de 370 m e uma profundidade de mais de 100 m.
- Corta dos Laginhos, com um comprimento de cerca de 100 m e uma profundidade de 9 m.

Para explorar as secções mais profundas dos jazigos e para a drenagem das águas, abriram-se cinco galerias perpendiculares as cortas. A mais comprida é a galeria do Pilar de 300 m, que dá acesso a Corta de Covas. No chão, vê-se sulcos profundos causados pelas rodas dos carros de bois. As outras galerias são a do Texugo de 80 m, dos Alargamentos, com 150 m, dos Morcegos de 150 m, e enfim a  galeria do Buraco Seco, de 90 m. Junto à zona de extração existem áreas residenciais (cuja escavação, permitiu identificar cerâmica e moedas do primeiro terço do séc. 1 d.C.) e quatro zonas de preparação do minério (com vestígios de moinhos de quatro pilões para a trituração), bem como um vasto depósito de água, com um raio de cerca de 30 m. Para explorar o minério era preciso uma enorme quantia de água que era fornecida por varias barragens e um aqueduto. Encontra-se também na imediações uma estrutura com um muro em terra batida, possivelmente um pequeno anfiteatro, de construção em madeira e terra. Todas essas obras de engenharia foram realizadas pela sétima legião que permaneceu em parte estacionada no local.

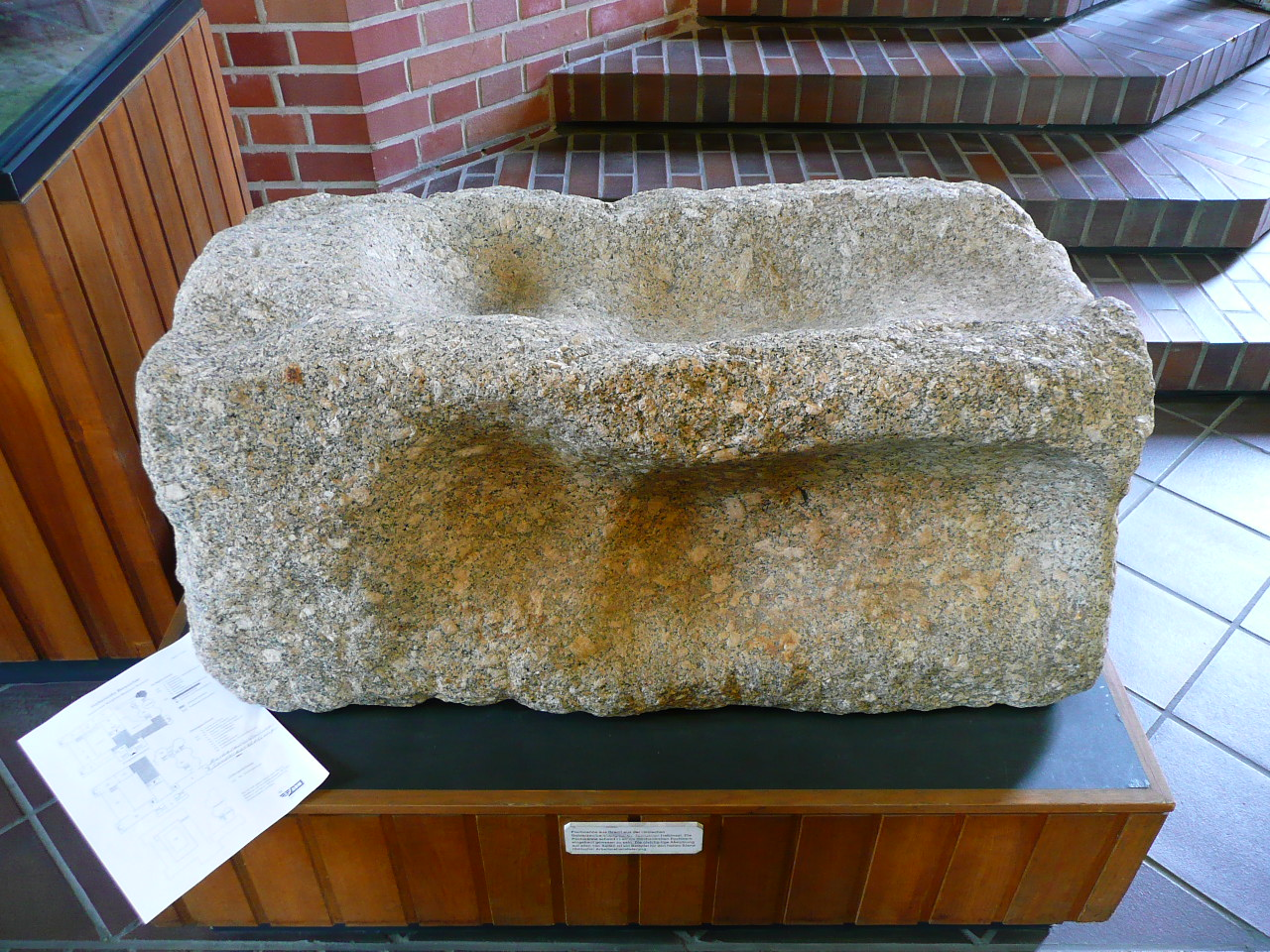
Almofariz de granito dum engenho hidráulico de Tresminas para a trituração.